# Chiesa di San Silvestro (Cadero)
La chiesa di San Silvestro è un edificio religioso ubicato a Cadero, di cui era la parrocchiale, frazione del comune di Maccagno con Pino e Veddasca, in provincia di Varese e arcidiocesi di Milano.

## Storia
La chiesa viene menzionata per la prima volta nel 1233, quando ospitava celebrazioni con un cappellano non residente. All'epoca il centro spirituale dell'intera Val Veddasca era infatti la chiesa di San Martino a Campagnano, avente successivamente autonomia parrocchiale. È a questo periodo che risale la parte inferiore del campanile (successivamente sopraelevato). Nel 1418 la chiesa risultava cointitolata, per un breve periodo, a San Giovanni Battista.
In epoche successiva la storia della chiesa risulta poco documentata. Fu probabilmente sottoposto a diversi interventi di ristrutturazione, ma fu nel XVII secolo che due eventi avrebbero potuto portare a importanti opere edili: l'elevazione della chiesa a parrocchia nel 1640 e l'istituzione, nel 1689, della Confraternita del Rosario creata dai carmelitani insediatisi nel convento della Madonna del Carmine di Luino. Nel XVII secolo esisteva inoltre un'altra confraternita, del Santissimo Sacramento.
Nel 1704 il parroco di Cadero, Giovanni Vercelli, comunicò alla curia di Milano l'avvio, nel 1703, di una riedificazione dell'edificio con l'innalzamento di due cappelle laterali che già si trovavano col medesimo titolo (Madonna del Carmelo e Santissimo Sacramento) nella vecchia chiesa quasi interamente demolita. Questi lavori furono ultimati nel 1719.
In seguito alla sua visita pastorale del 1748, il cardinale Giuseppe Pozzobonelli elogiò la ricca decorazione a stucco, anche se non apprezzò l'abside poligonale troppo piccola rispetto al corpo della chiesa. Era presente anche una terza cappella, che in quell'anno era in attesa di essere intitolata a San Giuseppe.
La facciata della chiesa fu iniziata nel XVIII secolo e terminata nel corso del secolo successivo, quando vi fu appoggiato il portichetto d'ingresso. Non è però nota la data esatta di completamento.
Nel 1908 il parroco Giuseppe Vantellino incaricò il pittore Italo Cenni (figlio del più celebre Quinto Cenni) di dipingere sette affreschi e una "bene intonata decorazione" delle pareti e delle volte.
Con decreto del cardinale Carlo Maria Martini, arcivescovo di Milano, in data 3 luglio 1986 fu stabilito che le parrocchie di San Silvestro in Cadero e di San Martino in Campagnano, affidate da tempo alla cura pastorale di un unico sacerdote, fossero costituite in un'unica parrocchia denominata Santi Martino e Silvestro con sede in Garabiolo. 

## Architettura
La chiesa di San Silvestro sorge poco al di sotto dell'abitato di Cadero, con ilfianco allineato alla strada provinciale che, dal XX secolo, collega tutti i centri della Val Veddasca. Sul lato opposto della chiesa si trova un sagrato erboso pensile sulla vallata, da cui si gode di un bel panorama.
Per accedere alla chiesa si passa sotto un pronao adagiato alla facciata a capanna, in stile barocco, decorata con stucchi e chiusa in sommità da un fronte triangolare. Le pareti laterali sono in più semplice pietra grigia. All'interno l'edificio mostra un'unica navata coperta da volte ungiate e terimnante con un'abside a terminazione poligonale. Sul lato sinistro, adiacente alla strada, si aprono la nicchia del battistero e due cappelle; sul lato opposto è invece presente un'unica cappella, presso l'altare maggiore, che ospita la statua della Madonna del Carmelo. La copertura è in tegole marsigliesi sorrette da un ordito ligneo.
Il campanile conserva ancora, alla base, l'antica struttura medievale successivamente innalzata e presenta, su più livelli, degli archetti di accertata fattura romanica.
L'organo, posto in controfacciata, fu "rifatto" da Francesco Carnisi, noto organaro di Luino, nel 1838 e conserva un nucleo di canne del XVII secolo.